# Дюкре, Роже
Роже Дюкре (фр. Roger Ducret, 2 апреля 1888, Париж — 8 января 1962, Париж) — французский фехтовальщик, трёхкратный олимпийский чемпион и журналист.
На Играх 1920 Дюкре завоевал две медали в соревнованиях рапиристов: серебро в командном первенстве и бронзу в личном.
На Играх 1924 Дюкре стал трёхкратным Олимпийским чемпионом: дважды в командном первенстве (шпага и рапира) и один раз в личном (рапира), а также двукратным серебряным призёром (шпага и сабля).
На Играх 1928 Дюкре выиграл серебро в командном первенстве рапиристов.